# Onciale 0277
- Papyrus
- Onciale
- Minuscules
- Lectionnaire

Le Codex 0277 (dans la numérotation Gregory-Aland), est un manuscrit du Nouveau Testament sur parchemin écrit en écriture grecque et copte onciale.

## Description
Le codex se compose d'un folio. Il est écrit en deux colonnes par page, douze lignes par colonne. Les dimensions du manuscrit sont 7,7 x 7,6 cm,. Les paléographes datent ce manuscrit du VII ou VIIIe siècle.
C'est un manuscrit contenant deux courts extraits de l'Évangile selon Matthieu (14,22.28-29).
Le texte du codex représenté est de type alexandrin. Kurt Aland ne l'a pas placé dans aucune Catégorie.
Lieu de conservation
Il est conservé au Musée archéologique national (PSI Inv. CNR 32 C) à Florence,.